# Eunemorilla paralis
Eunemorilla paralis là một loài ruồi trong họ Tachinidae.